# Villa San Giovanni (stacja metra)
Villa San Giovanni – stacja metra w Mediolanie, na linii M1. Znajduje się na Viale Monza, w pobliżu Via Empedocle w Mediolanie. Położona jest pomiędzy stacjami Sesto Marelli a Precotto. Stacja została otwarta w 1964.